# Derung
I Derung (o anche Drung, Dulong; nell'Alfabeto Fonetico Internazionale: [tɯɹɯŋ]; in cinese: 独龙族, in Pinyin: Dúlóngzú) sono un gruppo etnico facente parte dei 56 gruppi etnici riconosciuti ufficialmente dalla Repubblica popolare cinese.
La loro popolazione, di circa 8000 individui, si trova essenzialmente nella valle del fiume Dulong nella contea autonoma di Gongshan Derung e Nu, nella Prefettura autonoma lisu di Nujiang nella provincia cinese di Yunnan. Altri 600 si trovano lungo il fiume Salween, nel nord della regione cinese di Gongshan.

## Lingua
I Derung parlano in lingua Derung, una lingua sinotibetana. La comunicazione è soltanto orale, in passato i Derung trasmettevano messaggi con incisioni su legno.

## Storia
Sono pochi i documenti che ci raccontano dell'origine di questa minoranza etnica. Le prime tracce dei Derung si trovano durante la dinastia Tang.